# Naco (Sonora)
Naco ist eine Kleinstadt im mexikanischen Bundesstaat Sonora mit 6.064 Einwohnern (Stand: 2010). Naco, Hauptort des Municipio Naco, liegt an der Grenze zu Arizona gegenüber dem gleichnamigen US-Ort Naco auf einer durchschnittlichen Höhe von 1408 Metern in der Zeitzone UTC-7. Haupteinnahmequelle ist die Landwirtschaft. Die Stadt ist etwa 95 Kilometer von Nogales (Sonora) entfernt.

## Geschichte
Naco wurde 1901 gegründet und hieß ursprünglich Nahua. Der Name kommt von der Sprache Opata. Berühmt ist Naco für die Schlacht von Naco, die 1915 zwischen zwei mexikanischen Parteien stattfand.